# ضريح اعتماد الدولة
ضريح اعتماد الدولة هو ضريح من عصر سلطنة مغول الهند يقع في مدينة أغرة في ولاية أتر برديش في الهند. وقد بُني كمقبرة للصدر الأعظم ميرزا غياث بك المعروف بلقب «اعتماد الدولة». يُعرَف المبنى أيضًا باسم «تاج الصغير» نظرًا لأن البعض يعتبره مسودةً لتاج محل.
تم بناء الضريح من قبل الإمبراطورة نور جهان زوجة جهانكير، لوالدها ميرزا غياث بك الذي تقلد لقب اعتماد الدولة. كان ميرزا غياث بك أيضًا جد الإمبراطورة ممتاز محل، زوجة السُلطان شهاب الدين شاهجهان الذي بنى تاج محل تكريمًا لها.